# Celler d'Empordàlia
Celler d'Empordàlia és un edifici del municipi de Pau (Alt Empordà) inclòs en l'Inventari del Patrimoni Arquitectònic de Catalunya.

## Descripció
Situada al sud del nucli urbà de Pau, al costat de la rotonda d'accés a la població. La finca es troba delimitada per la carretera de Roses i la de Pedret i Marzà.
Edifici format per dues grans naus de planta rectangular disposades en paral·lel. L'edifici principal presenta la coberta a dues vessants de teula i consta de planta baixa i pis. La nau annexada està formada per dues crugies diferenciades, la davantera amb coberta plana i la posterior a dues vessants. La façana principal presenta dos tipus de paraments diferenciats. Al cos principal, les obertures es corresponen amb grans finestrals rectangulars, els de la planta baixa utilitzats com aparadors de la botiga. El cos annexat té la façana de pedra pissarra i quatre finestres allargades al nivell de la planta baixa. Al pis hi ha un gran finestral corregut amb voladís de formigó. La construcció presenta el parament arrebossat i pintat de color grana i gris excepte la part posterior, on la pedra és vista i les obertures estan bastides amb maons. Interiorment, a la planta baixa s'ubica la botiga, la bodega i les tines de producció, així com l'antic trull de ceràmica totalment rehabilitat. Al pis hi ha espai per les oficines, el laboratori i magatzems.

## Història
L'edifici de la cooperativa agrícola de Pau és inaugurat el 1961. L'any 2007 es realitzaren diverses reformes per concentra-hi la producció i l'embotellament de vi i oli d'Empordàlia, a més de les oficines, el laboratori i la botiga. Aquestes afectaren tant dintre de la nau, enderrocant les divisions internes, com una reforma externa, arrebossant i pintant de grana i gris, l'obra vista exterior.